# Hymenophyllum tunbrigense
Hymenophyllum tunbrigense är en hinnbräkenväxtart som först beskrevs av Carolus Linnaeus, och fick sitt nu gällande namn av James Edward Smith. Hymenophyllum tunbrigense ingår i släktet Hymenophyllum och familjen Hymenophyllaceae. Utöver nominatformen finns också underarten H. t. cordobense.

## Bildgalleri

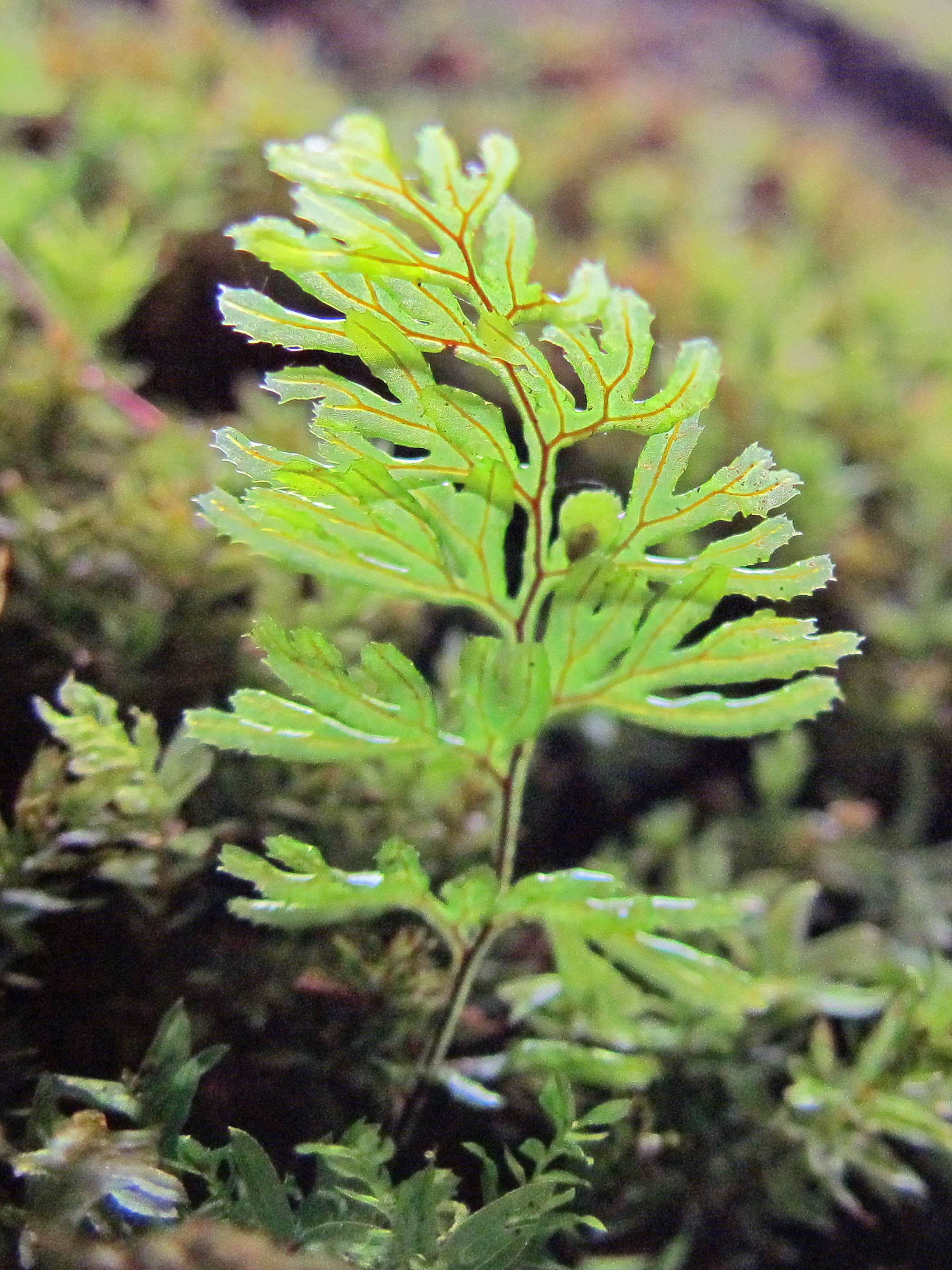